# Louise Héritte-Viardot
Louise Héritte-Viardot, född 14 december 1841 i Paris, död 17 januari 1918, var en fransk sångare, pianist, dirigent och kompositör. Hon var dotter till Pauline Viardot-Garcia och Louis Viardot, systerdotter till Maria Malibran och syster till kompositören och dirigenten Paul Viardot.
År 1863 gifte sig Viardot med Ernest Héritte, honorärkonsul och kansler vid franska ambassaden i Bern. Hennes karriär som uppträdande sångare fick ett slut på grund av sjukdom, men med Clara Schumanns hjälp fick hon i stället en plats som sånglärare vid Hoch-konservatoriet. Hon dog i Heidelberg.
Den 21 mars 1880 dirigerade hon en konsert i Musikaliska Akademiens stora sal i Stockholm. På programmet stod nio verk komponerade av henne själv och framfördes av Mathilda Grabow, Kungliga teaterns kör och August Meissners orkester förstärkt till en 45-mannaorkester. I publiken satt över 500 personer, kung Oscar II inräknad.

## Verk
Louise Héritte-Viardot komponerade främst kammarmusikstycken samt orkesterverk och symfonier, varav många nu är förlorade. Ett urval av hennes verk är:
- Arme kleine Liebe (in Drei Lieder) (Text: Anna Ritter)
- Der Schmied, op. 8 no. 5 (Text: Johann Ludwig Uhland)
- Erlösung (Text: Anna Ritter)
- Saphiren sind die Augen dein (in 6 Lieder) (Text: Heinrich Heine)
- Sehnsucht (Text: Anna Ritter)
- Sérénade (Text: J. Bertrand)
- Tag und Nacht (in Drei Lieder) (Text: Gustav Renner)
- Unter'm Machendelbaum (in Drei Lieder) (Text: Ernst von Wildenbruch)[4]
- Sonat för cello och piano opus 40, (1909)
- Die Bajadere, kantat för kör och orkester
- Wonne des Himmels, kantat för solosångare, kör och orkester
- Das Bacchusfest, kantat för kör och orkester, 1880
- Lindoro, komisk opera i en akt, 1879
- Kvartett för piano och stråkar nr 1 i A-dur, Opus 9, Im Sommer, 1883
- Kvartett för piano och stråkar nr 2 i D-dur, Op 11, Spanish Quartet Spanish, 1883
- Kvartett för piano och stråkar nr 3, 1879
- på Youtube